# 高瀬将嗣
髙瀬 將嗣（たかせ まさつぐ、1957年1月1日 - 2020年5月25日）は、日本の殺陣師、映画監督、脚本家。本名は同じ。脚本家としての名義に霧分 昇（きりわけ のぼる）。
東京都出身。国士舘大学文学部卒業。フリーランス、大鷲プロダクション所属を経て、日本初の殺陣流派「芸道殺陣 波濤流 高瀬道場」主宰。日本映画監督協会、日本シナリオ作家協会会員。日本俳優連合理事。

## 人物・経歴
父親は、日活アクション全盛期に活躍し、現代アクションを「技斗」と名付けた殺陣師・高瀬将敏。
1970年代の大学在学時から刑事ドラマ『太陽にほえろ!』『西部警察』に出演し、アクション系の俳優として活動。大学4年のときに刑事ドラマ『特捜最前線』で父の助手として現場に入る。1979年、大学を卒業。卒業後はサラリーマンとして就職が内定していたが、父親の体調が悪化したことにより父の跡継ぎとしてアクション監督に。1980年に日活ロマンポルノ作品『後から前から』『スケバンマフィア 恥辱』に俳優兼アクション指導として参加。1983年の映画『日本海大海戦 海ゆかば』を最後に俳優兼業をやめる。1984年の『美少女プロレス 失神10秒前』が殺陣師専業になってからの最初の作品となる。
1980年代に映画『ビー・バップ・ハイスクール』やテレビドラマ『あぶない刑事』において、「体にサポーターを取り付け安全な部位には実際に当てる」というリアルファイトスタイルのアクションを確立した。特撮番組『七星闘神ガイファード』でも、スーツアクションとしては異色のリアルファイトに挑戦した。そのほかにも『Aサインデイズ』『マルタイの女』『WASABI』など、国内外問わず様々な作品を担当。
ボディアクションの他にも時代劇の殺陣にも精通しており、2010年公開された時代劇映画『花のあと』では、主演の北川景子に6カ月に及ぶ殺陣稽古を行い、その迫真の殺陣が話題となった。2010年6月、外務省招聘による「トルコにおける日本年」にて渡土。トルコの各都市で日本の文化である殺陣・アクションの演武を披露している。　　　　　　　
殺陣師活動の一方、1990年には東映Vシネマ作品『極道ステーキ』で映画監督としてもデビュー。アクション作品はもとより、コメディ、任侠映画などのメガホンをとる。1996年には映画平成版『嗚呼!!花の応援団』で「インディーズ映画in横浜」グランプリ受賞。
2004年から映画専門誌『映画秘宝』にコラム「技斗番長・活劇与太郎行進曲」を連載。2011年には『技斗番長 活劇映画行進曲』（洋泉社）を刊行した。他に2013年刊行された『基礎から始めるアクション 技斗・殺陣』（雷鳥社）の著書がある。
2011年、自身の主宰する殺陣流派「芸道殺陣 波濤流 高瀬道場」は創立40周年を迎え、日本初の殺陣流派として、プロの俳優から一般、児童部などに門戸を開放。各公共団体での公演やワークショップで「文化としての殺陣」の普及に努め、演技としてのアクションを追及する一方、アクションに携わる者すべての地位向上と認知をめざし、（協）日本俳優連合・アクション部会での活動も活発に行っている。
特技は剣道（3段）、古武道（2段）。殺陣、アクション、技斗。趣味は掃除。
2018年11月、病院で診察を受けた際胃がんが発見され、すでにステージIVの転移がみられた。家族以外の関係者には一切知らせず治療を続けるも、2020年5月25日、胃がんのために病没。63歳没。墓所は多磨霊園。

## 受賞歴
- 1997年 - インディーズ映画展 in横浜グランプリ受賞（映画「平成版・嗚呼!!花の応援団」）
- 2002年 - 日本デジタルビデオシネマ大賞　最優秀アクション監督賞
- 2004年 - 日本デジタルビデオシネマ大賞　優秀監督賞

## 殺陣担当作品

### テレビ
テレビ（連続ドラマ）
- 特捜最前線[1]
- セーラー服と機関銃[1]
- ねらわれた学園[1]
- あぶない刑事[1]
- あきれた刑事（1987年 - 1988年）[要出典]
- おみやさん[1]
- ニュータウン仮分署[1]
- もっとあぶない刑事[1]
- 勝手にしやがれヘイ!ブラザー[1]
- 刑事貴族 シリーズ[1]
- パパ!かっこつかないゼ[1]
- 往診ドクター事件カルテ[1]
- 七星闘神ガイファード（1996年）[1][15]
- はみだし刑事情熱系 シリーズ[1]
- 天使のお仕事[1]
- マリア（2001年）[1]
- ロング・ラブレター〜漂流教室〜[1]
- ナースのお仕事[1]
- ランチの女王[1]
- 刑事部屋[1]
- PS羅生門[1]
- ルパンの肖像[1]
- モリのアサガオ（2010年）[16]
- カレ、夫、男友達[1]
- ヴァンパイア・ヘヴン（2013年）[1]
- 激流（2013年）[要出典]

テレビ（特番ドラマ）
- 太陽にほえろ!2001（2001年11月30日）[1]
- 実録!和田アキ子物語（2008年6月20日）[17]
- 探偵倶楽部（2010年10月22日）[18]
- 警視・深町征爾（2012年1月30日[19]・2013年7月8日、全2回）
- 悪党（2012年11月30日）[20]
- 縁側刑事（2013年9月2日）[要出典]
- SRO 警視庁広域捜査専任特別調査室（2013年12月9日）[1]

テレビ（単発）
以下は、株式会社ガイズエンタティメント公式サイトにおける「単発」の表記に準拠した分類となる（いずれも複数回ないしシリーズ作品であるが参加時期および回数は不明）。
- 家政婦は見た![1]（1983年 - 2008年：全26回単発シリーズ、1997年：全12回連続シリーズ、2014年3月2日：単発ドラマ）
- 静かなるドンRETURNS（1995年9月23日）[1]
- 静かなるドンFOREVER（1996年4月12日）[1]
- 七曲署捜査一係[1]（1997年 - 1999年、全3回）
- 追跡 シリーズ[1]（1997年 - 1999年、全6回）
- 女探偵・朝岡彩子[1]（1999年11月13日）[21]
- 刑事（デカ）[1]（2000年12月8日）[22]
- 姫さま事件帖 2 〜柳川お見合い殺人事件〜[1]（2002年4月19日）[23]
- ダブルス[1][要検証 – ノート]
- 芸者小春姐さん奮闘記 6 加賀VS江戸友禅殺人事件[1]（2005年7月8日）[24]
- らんぼう（2006年1月17日[1]・2007年2月6日[1]、全2回）
- 離婚妻探偵[1]（2006年11月27日・2009年6月15日、全2回）
- はぐれ刑事純情派（2006年スペシャル）[1]（2006年12月30日）[注釈 2]
- 弁天祐美子法律事務所[1]（2007年4月28日・2009年11月7日、全2回）
- 越境捜査 シリーズ[1]（2008年9月11日[25]・2010年5月22日[26]・2011年12月22日、全3回）
- 湯けむりドクター華岡万里子の温泉事件簿 4 天狗の神隠し[1]（2008年10月29日）[27]
- 湯けむりドクター華岡万里子の温泉事件簿 7 赤い殺意〜禁断の果実を抱く女〜[1]（2013年3月13日）[28]

### 映画
‣　嗚呼!!花の応援団　村上　(1976年)
- すかんぴんウォーク（1984年）[1]
- テラ戦士ΨBOY（1985年）[1]
- タンポポ（1985年）[1][29]
- ビー・バップ・ハイスクール シリーズ[1]（1985年 - 1988年、全6作）
- マルサの女（1987年）[1][30]
- あぶない刑事（1987年）[1]
- クレージーボーイズ（1988年）[1]
- 首都高速トライアル（1988年）
- Aサインデイズ（1989年）[1]
- べっぴんの町（1989年）[1]
- 女がいちばん似合う職業（1991年）[1]
- ミンボーの女（1992年）[1][31]
- 国会へ行こう!（1993年）[1]
- 今日から俺は!!（1994年）[要出典]
- 走らなあかん 夜明けまで（1996年）[1][32]
- スーパーの女（1996年）[1][33]
- マルタイの女（1997年）[1][34]
- 犬、走る DOG RACE（1998年）[1][35]
- WASABI（2001年）[1]
- 卒業[要出典][要検証 – ノート]
- 姐御 ANEGO（2002年）[1][36]
- 地下鉄に乗って[1][37]
- まだまだあぶない刑事（2005年）[1]
- 怪談（2007年）[1][38]
- 象の背中（2007年）[1]
- ミッドナイト イーグル（2007年）[1]
- 山桜（2008年）[1]
- 陰獣 Inju : la Bête dans l'ombre（2008年）[1]
- チーム・バチスタの栄光（2007年）[1]
- カムイ外伝（2009年）[1][39]
- 花のあと（2009年）[1][40]
- 日輪の遺産（2011年）[1]
- 小川の辺（2011年）[1]
- 東京難民（2014年）[1]

### オリジナルビデオ
- 狙撃 シリーズ[要出典][要検証 – ノート]
- 獣のように シリーズ[要出典][要検証 – ノート]
- 凶弾[要出典][要検証 – ノート]
- 軍鶏[要出典][要検証 – ノート]
- 野獣かけろ[要出典][要検証 – ノート]
- 今日から俺は!![要出典]（1993年 - 1997年、全5作）
- どチンピラ シリーズ[要出典]（1992年 - 1997年、全20作）
- 新まるごし刑事! シリーズ（全2作）：「新まるごし刑事! 鉄拳制裁だ!歌舞伎町!」[要出典]（2008年）、「新まるごし刑事! チャイルドを救出せよ!」[要出典]（2009年）
- バトルチェイス[要出典][要検証 – ノート]
- 日本極道史[要出典]（1994年 - 2000年、全14作）
- おぼえとけ![要出典][要検証 – ノート]
- ORDER2[要出典][要検証 – ノート]
- パチンコ梁山泊 シリーズ[要出典][要検証 – ノート]
- 本気! シリーズ（全30作）：「本気! 19 郷愁編」[要出典]（2001年）、「本気! 20 骨肉編」[要出典]（2001年）、「本気! 序章」[要出典]（2001年）

## 監督作品

### 映画・オリジナルビデオ・テレビドラマ
- 「極道ステーキ」シリーズ（全3作）
  - 極道ステーキ（1991年、オリジナルビデオ）[41]
  - 極道ステーキII（1992年、オリジナルビデオ）[42]
  - 極道ステーキIII（1992年、オリジナルビデオ）[43]
- ファンキー・モンキー・ティーチャー 2 東京進攻大作戦（1992年、映画）[44]
- 「武闘の帝王」シリーズ（全3作）第1作・第2作を担当。
  - 武闘の帝王（1993年、映画）[45]
  - 武闘の帝王2（1994年、映画）[46]
- くどき屋ジョー（1994年、オリジナルビデオ）[47]
- 「武闘派刑事」シリーズ（全2作）
  - 武闘派刑事 銀座警察（1994年、映画）[48]
  - 武闘派刑事 2 HEART CRASH（1995年、映画）[49]
- 渡世無頼（1995年、映画）[50]
- 嗚呼!!花の応援団（平成版）（1996年、映画）[51]
- 七星闘神ガイファード（1996年、TVシリーズ、全26話）第22話・第23話のみ担当。[15]
  - 第22話「ガイファード死す!」[52][53][注釈 3]
  - 第23話「復活」[52][53][注釈 3]
- 「世紀末博狼伝サガ」シリーズ（全2作）
  - 世紀末博狼伝サガ（1997年、オリジナルビデオ）[54]
  - 世紀末博狼伝サガ 麻雀裏地獄（1998年、オリジナルビデオ）[55]
- 極道一匹狼（1998年、オリジナルビデオ）[56]
- 「ケンカ包丁 義」シリーズ（全2作）
  - ケンカ包丁 義（2000年、オリジナルビデオ）[57]
  - ケンカ包丁 義 2（2000年、オリジナルビデオ）[58]
- 「浪花の雀刺」シリーズ（全2作）
  - 浪花の雀刺 勝負（2000年、オリジナルビデオ）[59]
  - 浪花の雀刺 2 陰謀（2000年、オリジナルビデオ）[60]
- 「錬金の帝王」シリーズ（全2作）
  - 錬金の帝王（2001年、映画）[61]
  - 錬金の帝王2（2002年、オリジナルビデオ）[62]
- 「愚連隊の神様 万寿十一伝説 紅蓮」シリーズ（全2作）
  - 愚連隊の神様 万寿十一伝説 紅蓮（2001年、オリジナルビデオ）[63]
  - 愚連隊の神様 万寿十一伝説 紅蓮 〜大陸からの刺客〜（2001年、オリジナルビデオ）[64]
- 「新・日本の首領」シリーズ（全9作）：第1作から第6作まで担当。
  - 新 日本の首領 波涛篇（2004年、映画）[65]
  - 新 日本の首領 II 非情篇（2004年、映画）[66]
  - 新 日本の首領 III 激闘篇（2004年、映画）[67]
  - 新・日本の首領 4（2004年、オリジナルビデオ）[68]
  - 新・日本の首領 5（2005年、オリジナルビデオ）[69]
  - 新・日本の首領 6（2005年、オリジナルビデオ）[70]
- 「実録・九州やくざ戦争」シリーズ（全3作）
  - 実録・九州やくざ戦争 九州のライオン（2006年、オリジナルビデオ）[71]
  - 実録・九州やくざ戦争 2 手打ち無き抗争（2006年、オリジナルビデオ）[72]
  - 実録・九州やくざ戦争 完結編 筑豊頂上戦争（2006年、オリジナルビデオ）[73]
- 「鬼魄 二代目山口登」シリーズ（全3作）
  - 鬼魄 二代目山口登（2006年、オリジナルビデオ）[74]
  - 鬼魄 二代目山口登 第二話（2006年、オリジナルビデオ）[75]
  - 鬼魄 二代目山口登 完結編（2007年、オリジナルビデオ）[76]
- TWILIGHT FILE II（2006年、映画、オムニバス、3部作）[77]
  - 「矜持〜KYOUJI〜」[78]
- 汚れた代紋（2007年、オリジナルビデオ）[79]
- 修羅の血涙（2007年、オリジナルビデオ）[80]
- TWILIGHT FILE IV 鋼鉄マスター 〜それでもヤクザはやってくる〜（2006年、映画）[81]
- 千年の松（2008年、オリジナルビデオ）[82]
- 疾風・虹丸組（2013年、TVシリーズ、全6話）第4話・第5話・第6話を担当。[15]
  - 「疾風・虹丸組 第4話」[83]
  - 「疾風・虹丸組 第5話」[83]
  - 「疾風・虹丸組 第6話」[83]
- 暴力水滸伝（2014年、オリジナルビデオ）[84]
- 昭和最強高校伝 國士参上!!（2016年）
- 昭和最強高校伝 國士参上!!2（2016年）

## 出演作品

### 映画
- 嗚呼!!花の応援団（昭和版）シリーズ - 村上(南河内大学応援団 一回生)
  1. 嗚呼!!花の応援団（1976年）[85]
  2. 嗚呼!!花の応援団 役者やのォー（1976年）[86]
  3. 嗚呼!!花の応援団 男涙の親衛隊（1977年）[87]
- スーパーGUNレディ　ワニ分署（1979年、曾根中生監督）
- ビー・バップ・ハイスクール 高校与太郎行進曲（1987年） - 桜ヶ丘高校 腹巻鉄也[88]

### テレビ
- 特捜最前線（ANB）
  - 第69話「誘拐2・パニックイン・函館」（1978年）[89]
  - 第78話「挑戦II・僕はおじさんを許さない!」（1978年）[90]
  - 第79話「挑戦III・十三歳の旅立ち!」（1978年）[91]
  - 第113話「若者狩り・恐怖のラブレター!」（1979年）[92]
  - 第136話「誘拐I・貯水槽の恐怖!」（1979年）[93]
  - 第137話「誘拐II・果てしなき追跡!」（1979年）[94]
  - 第147話「殉職II・帰らざる笑顔!」（1980年）
  - 第166話「それは、職務質問から始まった!」（1980年）[95]
  - 第178話「男たちのセプテンバーソング!」（1980年）
- 新・必殺仕事人 第26話 「主水 仮病休みする」（1981年） - 仁吉
- 太陽にほえろ!（1982年、NTV）
  - 第490話「われらがボス」 - 財布を盗られた学生
  - 第497話「ゴリさんが拳銃を撃てなくなった!」 - 大島稔
  - 第505話「ジプシーの涙」 - 目撃者の学生
  - 第529話「山さんの危険な賭け」 - 小田（黒田の部下）
- 西部警察 シリーズ（ANB）
  - 西部警察 第122話「リキ、絶体絶命!」（1982年） - 川島（武蔵野刑務所看守）
  - 西部警察 PART-II
    - 第8話「暁の決断」（1982年） - 西谷の部下
    - 第24話「危険なロックンローラー」（1982年） - 大河内の部下
    - 第29話「燃える原野! オロフレ大戦争」（1983年） - 相川文治
    - 第40話「ペガサスの牙」（1983年） - ペガサスローン社員（組員）
- あっぱれ!!さんま新教授（2007年10月7日 - 2009年9月27日、CX、出演時期不明）[1]
- にじいろジーン（2008年4月5日 - 、CX、出演時期不明）[1]
- アウトドアロックンロール〜サラリーマン転覆隊が行く〜2時間スペシャル（2013年9月14日、BSA） - 高瀬営業本部長[96]
- アウトドア・ロックンロール〜サラリーマン転覆隊が行く〜（2013年10月4日 - 2014年9月26日、BSA） - 高瀬営業本部長（レギュラー出演）[97]
- C-POP WORLD 恋する電視台[1]

## 舞台

### 高瀬道場
- 「活動屋外伝 電影城の快人たち 」（1999年）[98]
- 「ホワイトカラーの快人たち」（2000年）[98]
- 「新撰組外伝 誠の旗の快人たち」（2001年）[98]
- 「撃剣蹴打 冬の陣」（2006年）[98]
- 「怪盗VS名探偵&しるばあ仮面」（2007年）[99]
- 「幕末おバカの壁」&「ラリホー西遊記」（2009年）[100]
- 「新撰組完結編 血斗油小路」（2012年）[101]
- 「幕末剣豪伝 尽忠百人斬り」（2013年）[102]
- 「激闘新撰組 男涙の階段落ち」（2015年）演出：高瀬将嗣[103]

### その他
- 地球ゴージャス - 「紙のドレスを燃やす夜」[1]（1997年）[104]、「地図にない街」[1]（1999年）[105]、「さくらのうた」（2000年）[106]
- 小林幸子 - 「女義賊江戸の淡雪」[1]（梅田コマ劇場公演：2002年）[107]
- 劇団民芸 - 「宅悦」[1]（2002年）[108]
- 東京ヴォードヴィルショー - 「その場しのぎの男たち」[1]（2013年 - 2014年）[109]
- ジャパンアクションギルド

## 著書
- 技斗番長活劇映画行進曲（映画秘宝COLLECTION）（2011年9月2日、洋泉社）
- 基礎から始めるアクション 技斗・殺陣ーオリジナルDVDで学ぶ（2013年、雷鳥社）